# Marcianopolis

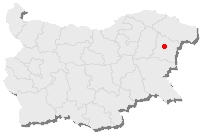
Marcianopolis – Lage in Bulgarien

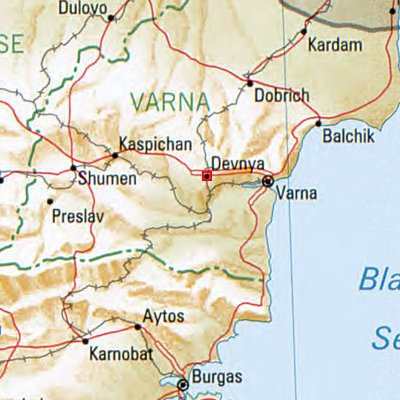
Dewnja – Bulgarien – Nachbarorte: Warna, Baltschik, Dobritsch, Kardam, Kaspitschan, Schumen, Preslaw, Karnobat, Ajtos, Burgas

Die Stadt Marcianopolis (auch Markianopolis; griechisch Μαρκιανούπολις Markianoupolis; bulgarisch Марцианопол Marzianopol) war in der Antike Hauptstadt der römischen Provinz Moesia inferior (Niedermösien) und zeitweilig die zweite Hauptstadt des Oströmischen Reiches.

## Lage
Sie liegt im heutigen Bulgarien, in der Stadt Dewnja, am Nordostende des Dewnja-Tales, entlang des südlichen Ausläufers des Dobrudscha-Plateaus, am Westufer des Sees Beloslaw, in den die beiden Flüsse Dewnja und Prowadija fließen. Das Schwarze Meer und die drittgrößte bulgarische Stadt Warna sind 25 km entfernt.

## Antike
Das römische Marcianopolis wurde vom römischen Kaiser Trajan (89–117) nach dem zweiten Dakerkrieg (105–106) gegründet und nach seiner älteren Schwester Ulpia Marciana benannt. In römischen Inschriften wird der Name der Stadt auch mit Trajans Geschlechtsnamen ergänzt – Marcianopolis Ulpia. Auch Civitas Marcianopolitanorum war als Name gebräuchlich. Die in älterer Forschungsliteratur vertretene Annahme einer Identität von Marcianopolis mit Parthenopolis ist irrig.

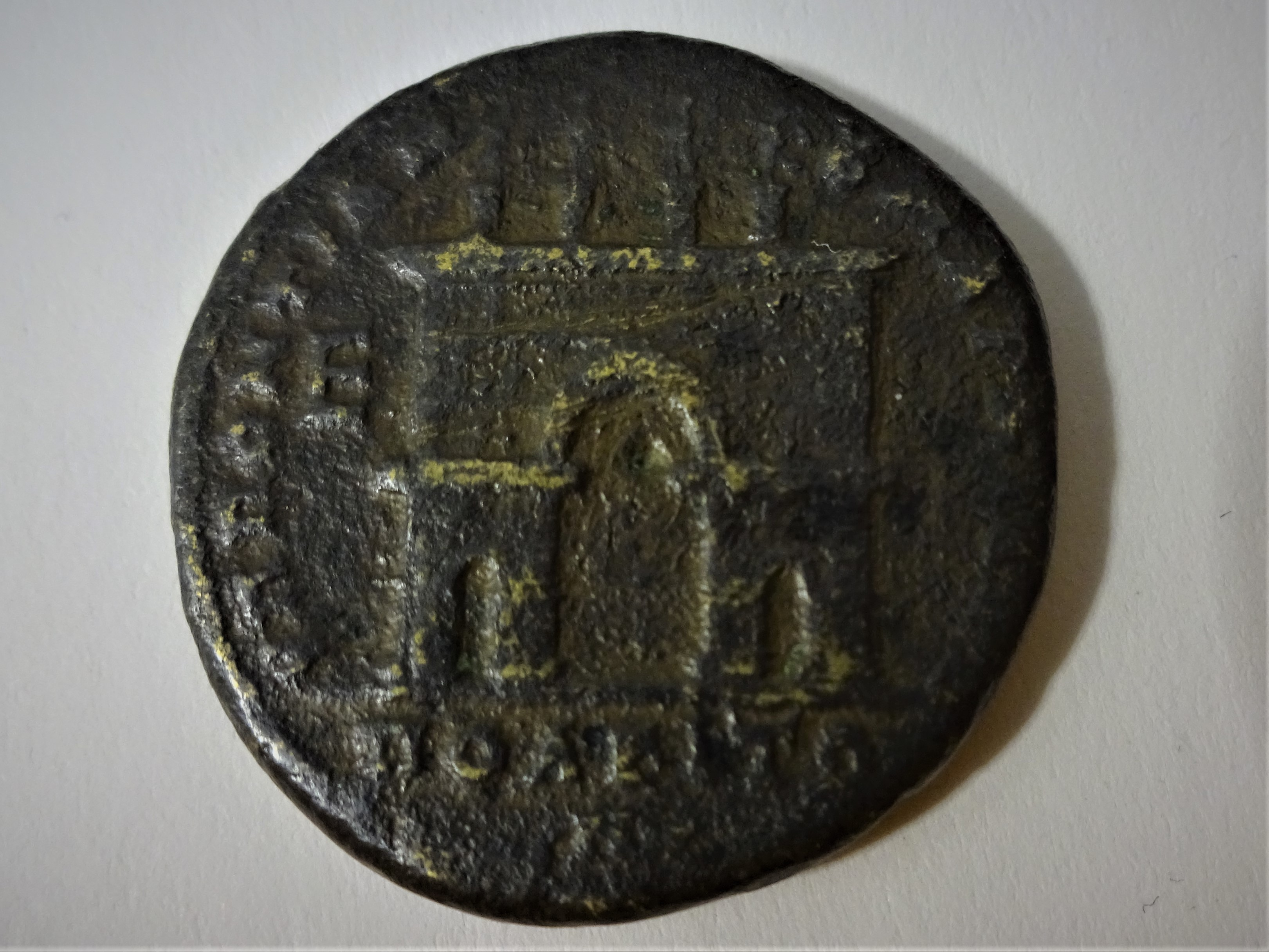
Stadttor von Marcianopolis auf Bronzemünze z. Zt. Macrinus' und Diadumenianus'

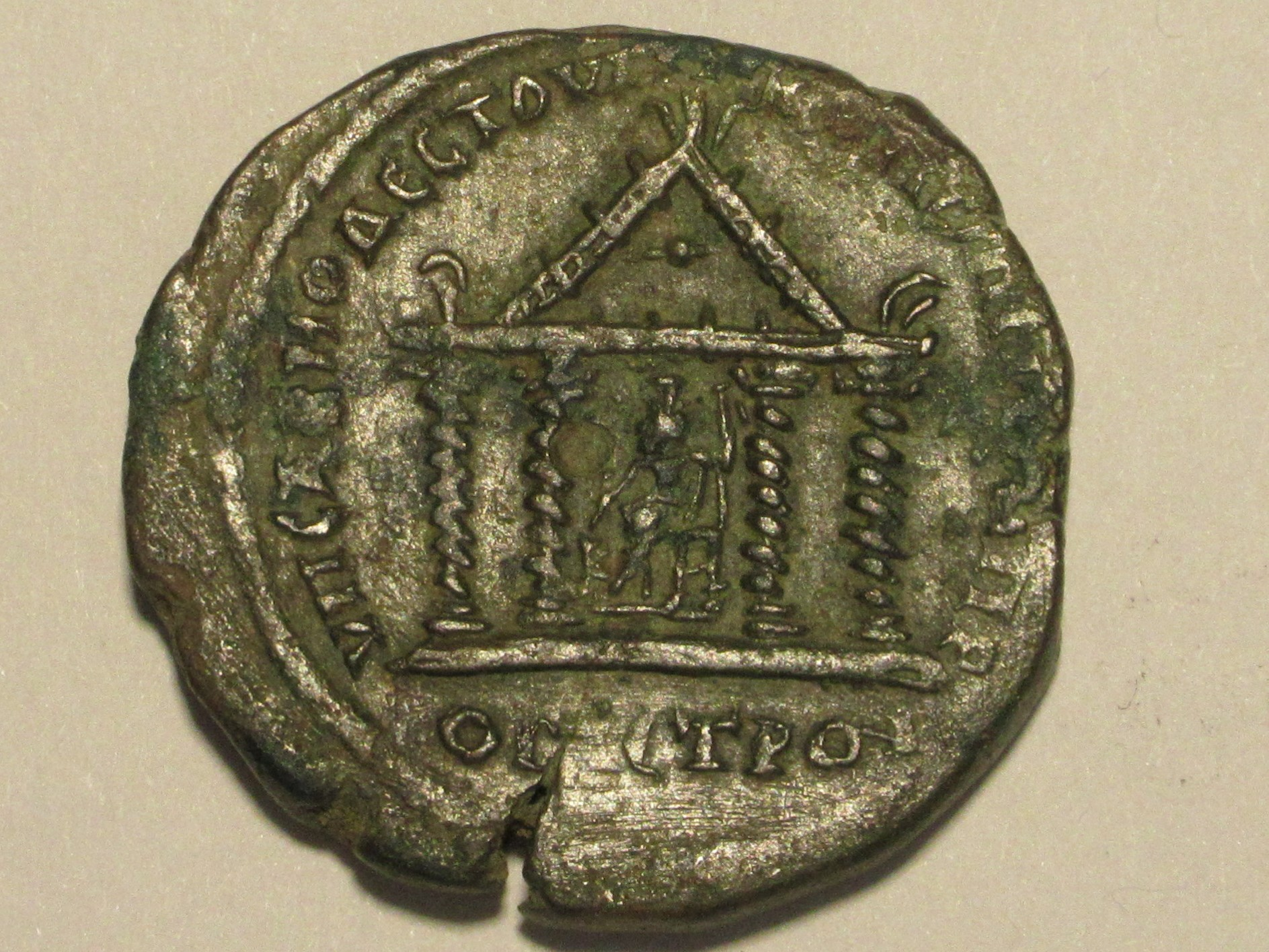
Serapistempel von Marcianopolis auf Münze z. Zt. Gordianus III.

Von 187 bis 193 war Marcianopolis Teil der römischen Provinz Thrakien mit dem Hauptort Philippopolis (Plowdiw). Danach gehörte die Stadt zur Provinz Moesia inferior.
Marcianopolis war ein wichtiges strategisches Zentrum. Dort kreuzten sich die militärstrategisch und ökonomisch wichtigen Straßen von Dorostorum und Appiaria an der Donau, und Zaldapa über Aquae Calidae und Debeltus nach Adrianopolis (heute Edirne) und Konstantinopel, die große Ost-West-Verbindung durch Moesia zwischen Ratiaria, Montana, Melta und Nicopolis ad Istrum nach Odessos.
Der Wohlstand der Stadt unter der Dynastie der Severer endete mit dem Einfall der Goten (248–249) und der nachfolgenden Invasion der Barbaren aus dem Norden. Im Jahr 248 wurde die Stadt von den Goten und anderen Germanen belagert. Die Verteidiger konnten diesen Angriff zurückschlagen und den Angreifern schwere Verluste zufügen. Daher ist die Behauptung des Geschichtsschreibers Jordanes, dass die Belagerten den Abzug der Feinde mit Geld erkauften, nicht glaubwürdig; sie diente nur der Beschönigung des Misserfolgs der Goten. Ein weiterer Angriff der Goten unter Kaiser Claudius II. im Jahr 269 scheiterte ebenfalls.
Unter Kaiser Diokletian wurde Marcianopolis das Zentrum der Provinz Moesia secunda und der Diözese von Thrakien. Im späten 3. und frühen 4. Jahrhundert wurde die Stadt grundlegend umgebaut. Im 4. Jahrhundert wuchs ihre Bedeutung auf Kosten der benachbarten Stadt Odessos (heute: Warna). Die Stadt war ein wichtiger Bischofssitz. Bei Ausgrabungen wurde eine Basilika aus dieser Zeit entdeckt.
Marcianopolis war zeitweilig, während der Gotenkriege im 4. Jahrhundert, die Hauptstadt des römischen Kaisers Valens. Der römische Kaiser Valens hielt sich während seines Konflikts mit den Goten (366–369) lange in Marcianopolis auf; seine Streitmacht hatte dort ihr Winterquartier. Trotz der häufigen Einfälle der Barbaren blieb Marcianopolis ein wichtiges Zentrum. 447 wurde die Stadt von den Hunnen unter Attila angegriffen und verwüstet. Sie wurde erst unter der Regentschaft Justinians umfassend wiederhergestellt.
Die Stadt wurde 587 von den Awaren eingenommen, aber später von den Oströmern zurückerobert. Die oströmische Armee hatte während der Balkanfeldzüge des Maurikios die Slawen hier 594 besiegt und unterhielt ebendort 596 ihr Lager, von wo aus sie gegen die Slawen auf der anderen Seite der Donau operierte. Erst ein Einfall der Awaren 614-615 zerstörte die Stadt endgültig. Sie wurde aber trotzdem noch viel später auf Karten erwähnt, zumal hier eine slawische Siedlung existierte. Um 678 geriet die Region an die Bulgaren, die hier ihr Reich errichteten.

## Quellen

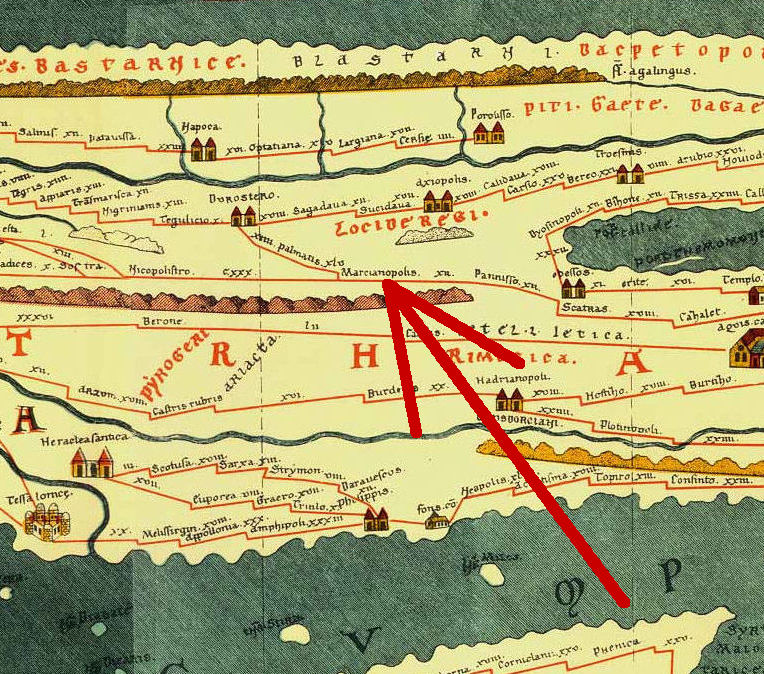
Marcianopolis auf der Tabula Peutingeriana im 4. Jh. n. Chr.

## Münzen

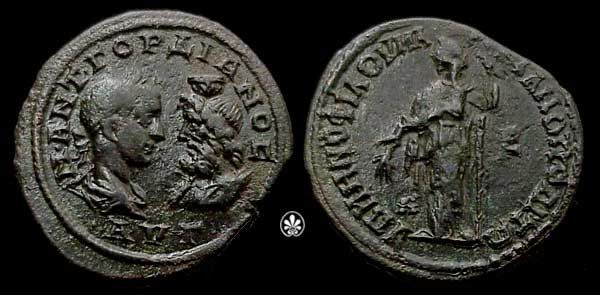
Münze aus Marcianopolis (Moesia inferior), geprägt vom Statthalter Tullius Menophilus (238–241) unter der Regierung des Kaisers Gordian III.

Unter Kaiser Commodus (Regierungszeit 180 bis 192 n. Chr.) erhielt Marcianopolis das Münzrecht und prägte seit dieser Zeit auch Münzen. Die Münzen zeigten Abbildungen von Tempeln, einem Triumphbogen, der von 4 Figuren auf einem Podest umgeben ist (Kaiser Macrinus, Regierungszeit 217-218 n. Chr.). Nach der Zerstörung durch die Goten (238 n. Chr.) wurden auf den Münzen drei Stadttore abgebildet (Kaiser Gordian III., Regierungszeit 238-244 n. Chr.). Davon hatte das eine Stadttor drei Bögen, das andere wurde von zwei konischen Türmen mit einem Dach flankiert. Das dritte Stadttor war mit Zinnen versehen. Die Münzen zeigten auch die massiven Stadtmauern aus einer Vogelperspektive. Die Bronzemünzen, die in der Stadt geprägt wurden, trugen griechische Inschriften. Auch der Name der Stadt wurde griechisch geschrieben: MARKIANOΠOΛEITΩN, MARKIANOΠOΛITΩN oder MARKIANOΠOΛIC, da die Amtssprache der Stadt griechisch war.

## Mosaikenmuseum

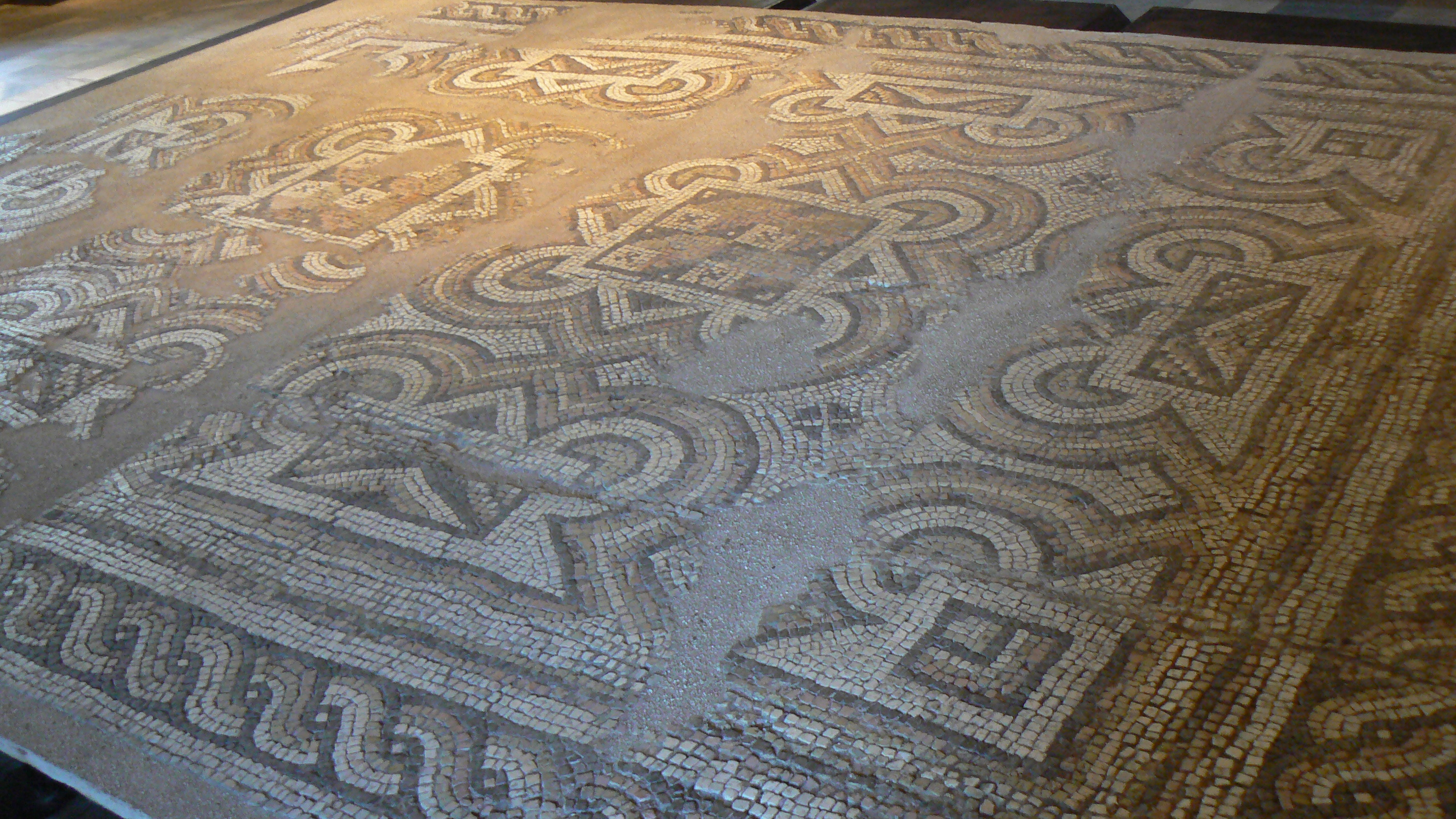
Mosaik mit geometrischen Motiven

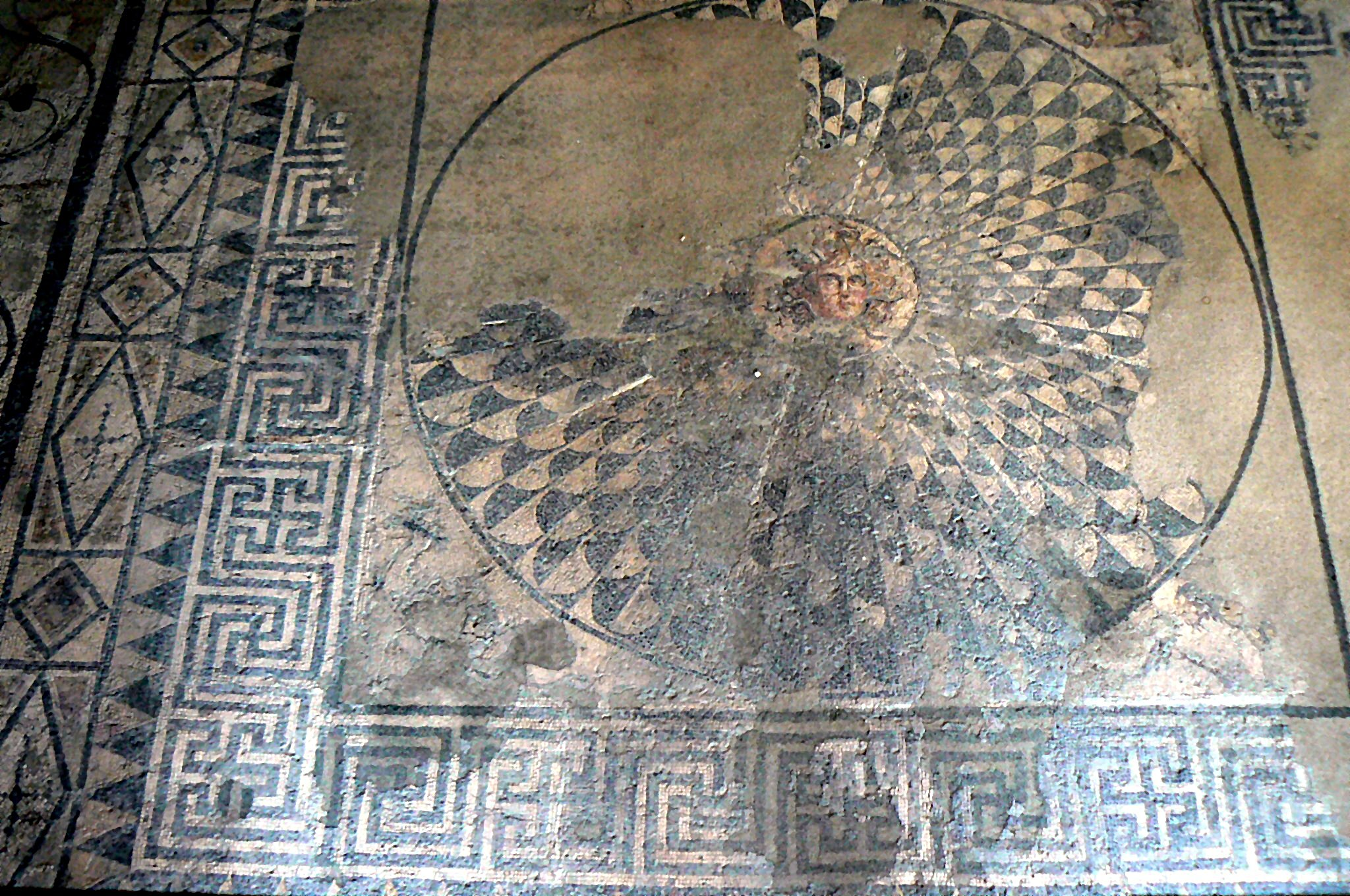
Mosaik mit einer Medusa

Das Mosaikenmuseum in Marcianopolis/Dewnja ist in Bulgarien einmalig. Es zeigt gut erhaltene, farbige römische und frühbyzantinische Mosaiken.
Das Museum ist auf den Fundamenten eines ausgegrabenen spätrömischen Gebäudes (Villa Urbana) mit Mosaiken aus dem späten 3. bis frühen 4. Jh. (Regierungszeit von Konstantin dem Große) errichtet. Die freigelegten Mosaike wurden an ihrem Originalplatz belassen. Einige weitere Mosaike wurden restauriert und auf eine neue Unterlage aufgebracht. Die archäologischen Ausgrabungen begannen 1976, das Museum wurde 1986 eröffnet.
Das spätrömische Gebäude war bereits auf den Fundamenten eines früheren Gebäudes (genauer: eines oder mehrere früherer Gebäude) errichtet – „das Haus des Antiopes“. Diese wurden während der Einfälle der Goten im Jahre 250-251 zerstört. Das spätere römische Gebäude stand nach einigen Umbauten bis Anfang des 7. Jh.
Das römische Gebäude nahm mit einer Ausdehnung von 37 × 37 m die Fläche eines ganzen Wohnblocks (Insula) ein.
Der Innenhof (Atrium, 11 × 6 m) ist mit Steinplatten gepflastert, mit einem Brunnen in der Mitte (0,67 cm Durchmesser) und ist von drei Seiten mit einer überdachten Galerie (Bogengang (Architektur) ?; auch Peristil oder Kryptoportikus) umgeben. Zum Innenhof hin liegen 21 Räume für Wohn-, Wirtschafts- und Lagerzwecke mit einer Gesamtfläche von 1.400 m². Die Wände der Wohnräume waren mit farbigen Wandmalereien und Gipsstukatur bedeckt. Fünf der Räume des Gebäudes und des Portikus haben vielfarbige Bodenmosaiken. Drei dieser Bodenmosaiken sind im Museum an ihrem Originalplatz zu besichtigen, die anderen wurden nach einer Restaurierung auf einen neuen Untergrund aufgebracht.
Die Mosaiken wurden nach den klassischen Techniken Opus tessellatum und Opus vermiculatum aus kleinen Steinchen in 16 verschiedenen Farben aus Marmor, Kalkstein, gebrannten Ton und farbigem Glas gefertigt. Sie stellen vorwiegend Personen und Szenen aus der griechisch-römischen Mythologie, exotische Tiere und Vögel, Vögel und geometrische Figuren dar.
- Opus tessellatum – mit größerer Terrakotta- und Mineralsteinchen, der Tesser mit Abmessungen über 1 cm²; typisch für Mosaiken mit Ornamentalcharakter
- Opus vermiculatum – vorwiegend bei Figurenkompositionen angewandt; kleinere Steinchen;
- Opus sectile – seltene Technik; mit größeren Platten aus verschiedenfarbigem Marmor oder einem andersartigen Stein mit mannigfaltigen Formen werden zusammengesetzte geometrische Kompositionen gebildet
- Opus signinum

Die beiden Techniken opus tessellatum und opus vermiculatum werden meist kombiniert angewandt.
Mosaike:
- Gorgo/Medusa (griech. „die Schreckliche“) – 8 × 8 m
- Satyr und Antiope – 5,60 × 4,40 m
- Ganymed und der Adler – 5,60 × 13,40 m
- Jahreszeiten – 8,60 × 7,80 m
- Pannonische Voluten

Das Mosaikenmuseum erstreckt sich über zwei Etagen. Es zeigt außer Mosaiken noch Steinplatten mit Inschriften und antike Gefäße und Gegenstände (Vasen, Amphoren, Bronze- und Selbermünzen, Ringe, Schmuck).

## Titularbistum
Noch heute gibt es das römisch-katholische Titularerzbistum Marcianopolis.